# Nghĩa trang Do Thái Cổ, Praha

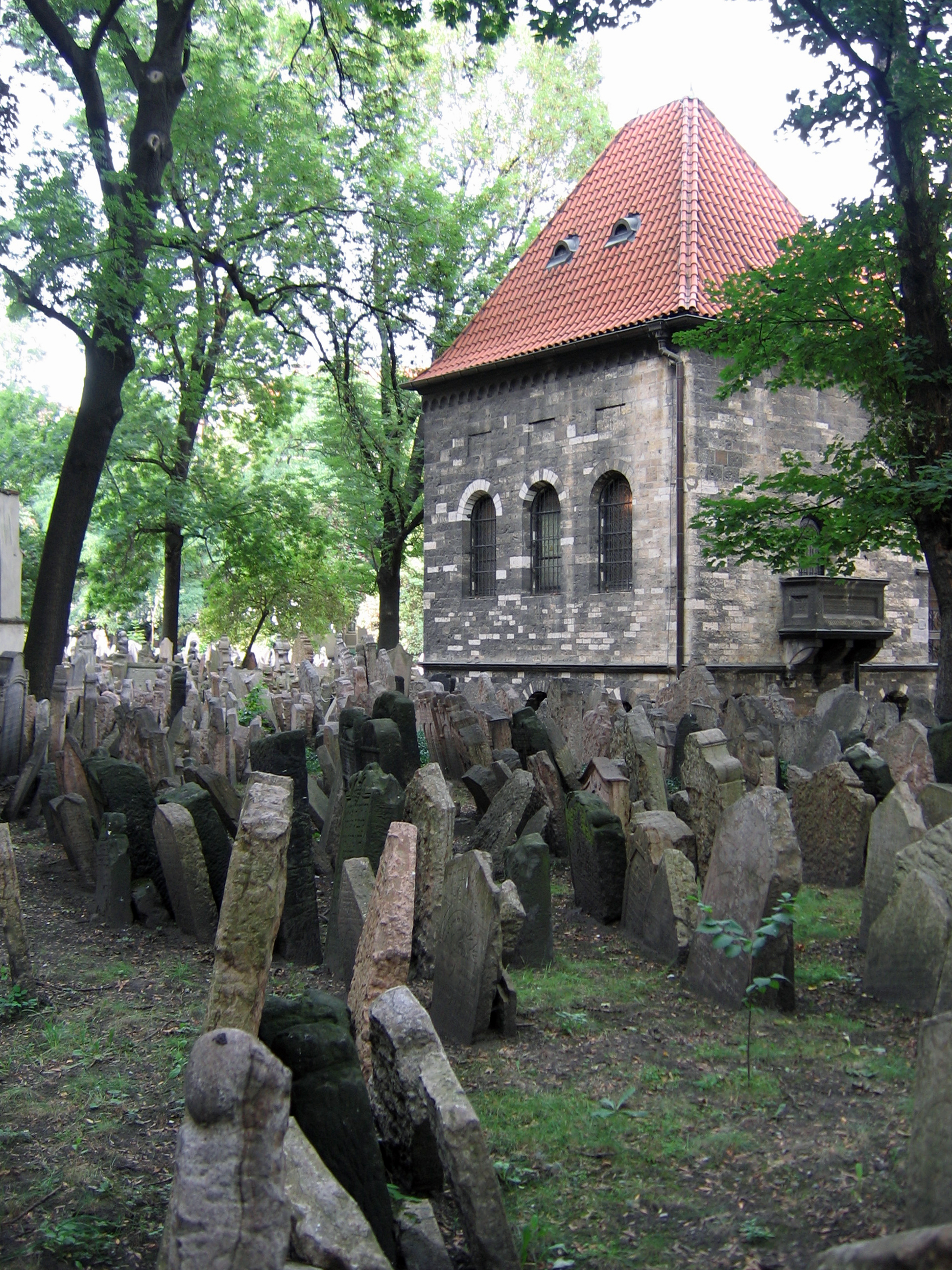
Hàng nghìn bia mộ được đặt trong Nghĩa trang Do Thái cổ ở Prague.

Nghĩa trang Do Thái Cổ (tiếng Séc: Starý židovský hřbitov) là nghĩa trang Do Thái ở Praha, Cộng hòa Séc. Đây là một trong những nghĩa trang lớn nhất trong số những nghĩa trang Do Thái ở châu Âu và là một trong những di tích lịch sử quan trọng nhất của người Do Thái ở Praha.
Nghĩa trang phục vụ người dân từ nửa đầu thế kỷ 15 cho đến năm 1786. Những nhân vật nổi tiếng của cộng đồng Do Thái địa phương đã được chôn cất tại đây. Trong số đó có thể kể đến giáo sĩ Do Thái Jehuda Liva ben Becalel - Maharal (khoảng 1526–1609), doanh nhân Mordecai Meisel (1528–1601), sử gia David Gans (khoảng 1541–1613) và giáo sĩ Do Thái David Oppenheim (1664–1736). Ngày nay nghĩa trang được quản lý bởi Bảo tàng Do Thái ở Praha.
Nghĩa trang được đề cập trong cuốn tiểu thuyết "Nghĩa trang Praha" (The Prague Cemetery) của Umberto Eco.

## Lịch sử

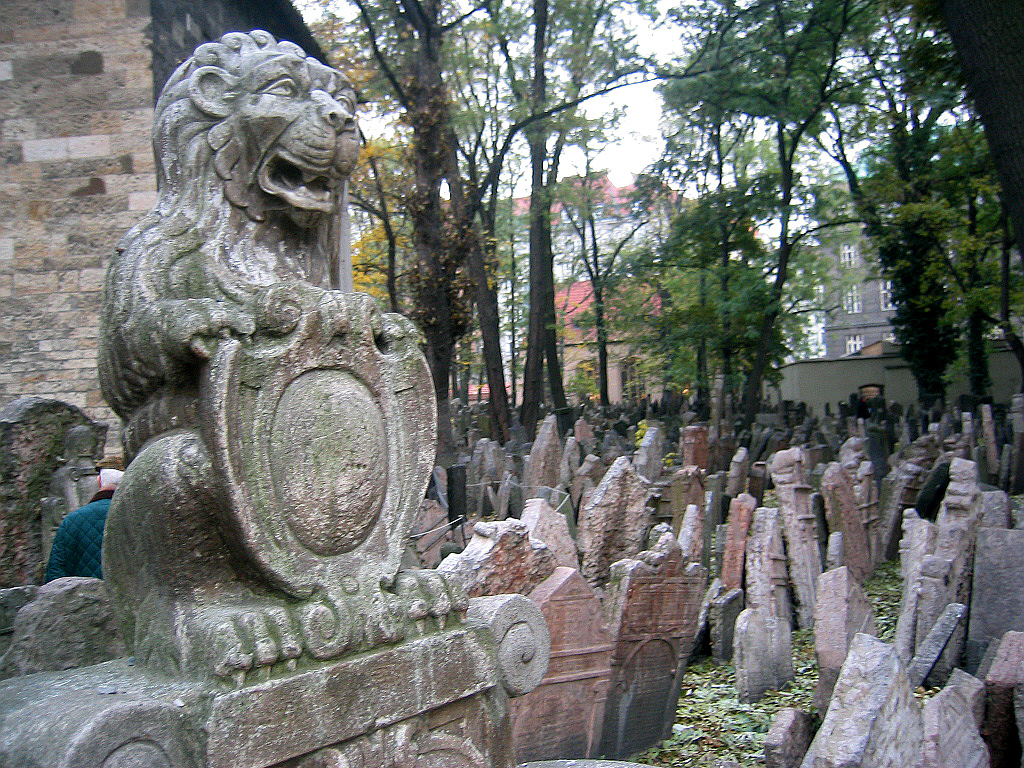
Sứ giả sư tử trên bia mộ của Hendl Bassevi.

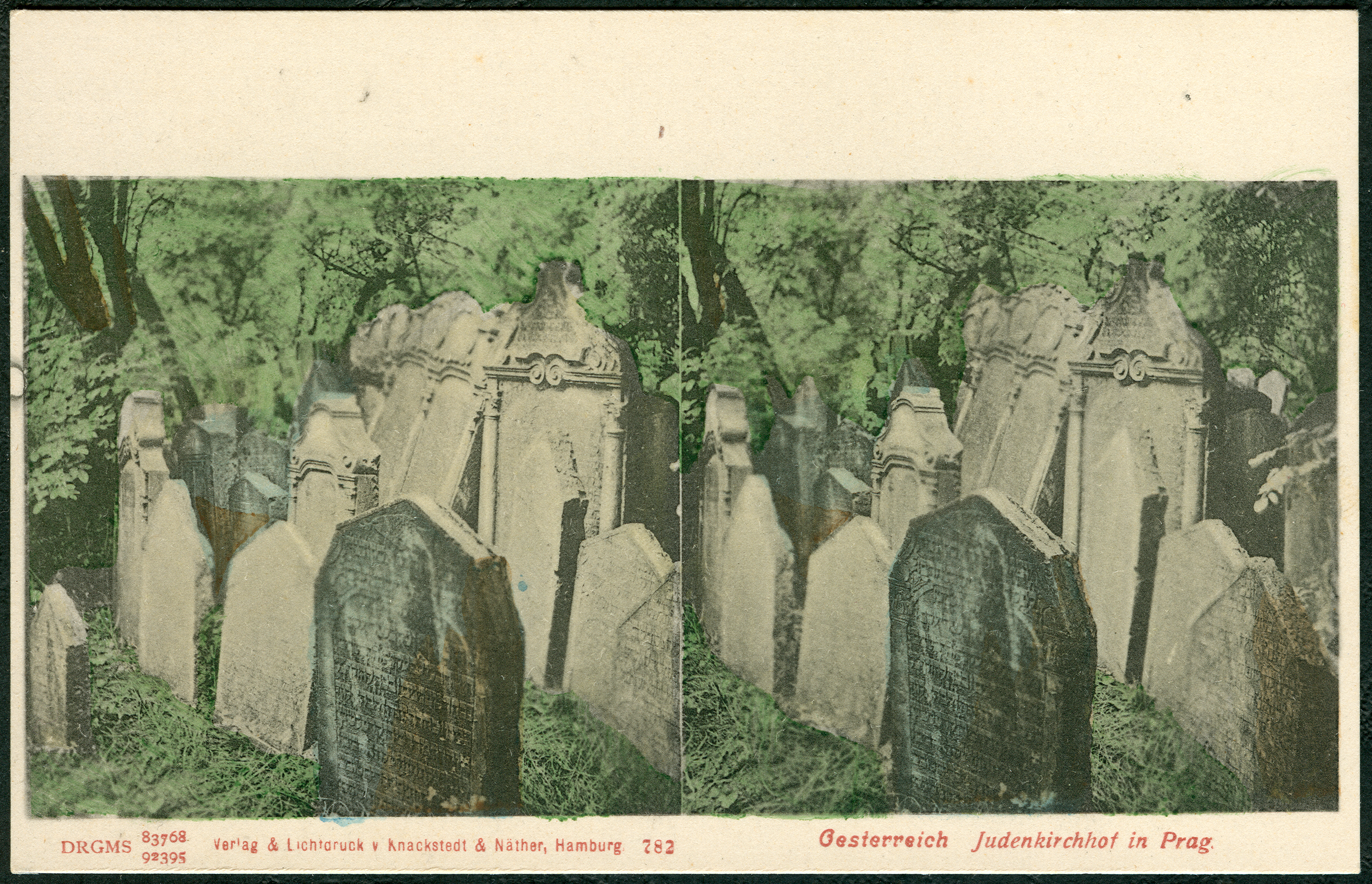
Một số bia mộ khoảng năm 1900;

### Trước đó
Nghĩa trang Do Thái Cổ không phải là nghĩa trang Do Thái đầu tiên ở Prague - tiền thân của nó được gọi là "Vườn Do Thái", nằm trong khu vực Thị trấn Mới của Praha ngày nay. Nghĩa trang này đã bị đóng cửa theo lệnh của Vua Vladislaus Đệ nhị vào năm 1478 vì những lời phàn nàn của công dân Praha.

### Cải cách
Chúng ta không biết chính xác ngày thành lập Nghĩa trang Do Thái Cổ. Manh mối duy nhất ta có là bia mộ cổ nhất trong nghĩa trang. Bia mộ đó thuộc về giáo sĩ Do Thái và nhà thơ Avigdor Kara có niên đại từ năm 1439.
Bắt đầu từ giữa thế kỷ 15, các bia mộ ghi lại một dòng thời gian liên tục giữa những lễ mai táng. Bia mộ cuối cùng có niên đại vào năm 1787. Ba năm trước đó, vào năm 1784, Hoàng đế Josef Đệ nhị đã cấm chôn cất bên trong các bức tường thành vì lý do vệ sinh. Sau đó người Do Thái ở Praha đã phải sử dụng một nghĩa trang ở Žižkov, được thành lập vào thế kỷ 17 vì căn bệnh dịch hạch.

### Không gian và chôn cất theo từng lớp
Trong hơn ba thế kỷ được sử dụng, nghĩa trang liên tục phải vật lộn với tình trạng thiếu không gian chôn cất. Lòng hiếu thảo và sự tôn kính đối với tổ tiên đã khuất không cho phép người Do Thái phá bỏ những ngôi mộ cũ. Chỉ thỉnh thoảng Cộng đồng Do Thái mới được phép mua các khu đất để mở rộng nghĩa trang.
Do đó, rất nhiều lần Cộng đồng Do Thái phải tìm kiếm không gian chôn cất bằng những cách khác. Nếu cần, người ta sẽ trải một lớp đất mới lên trên lớp đất có sẵn, và sẽ có thêm nơi chôn chất. Vì lí dó này, trong nghĩa trang hiện có những nơi dày tới 12 lớp đất. Nhờ giải pháp này mà bản thân những ngôi mộ cũ vẫn còn nguyên vẹn. Tuy nhiên, khi các lớp đất mới được thêm vào, cần phải nâng các phiến bia mộ cũ lên bề mặt mới, cao hơn. Đó là lí do tại sao ngày nay nghĩa trang có cả rừng bia mộ dày đặc. Nhiều bia mộ họ tưởng nhớ đến những người an nghỉ ở dưới rất nhiều lớp đất. Do vậy, mặt bằng của nghĩa trang được nâng lên cao hơn đến vài mét so với các tuyến phố xung quanh. Khu nghĩa trang cần có tường chắn kiên cố để giữ cho các lớp đất và các ngôi mộ ở nguyên vị trí.

## Bia mộ
Có hai loại bia mộ chôn cất của người Do Thái (theo tiếng Do Thái là matzevot).
Loại bia mộ cũ hơn thường là một phiến gỗ hoặc đá, hình chữ nhật, có phần chóp được khắc và trang trí khác nhau. Loại bia mộ mới- Tumba (trong tiếng Do Thái là ohel - lều) xuất hiện muộn hơn vào thời baroque. Tumba có hình dáng giống như một ngôi nhà nhỏ. Những bia mộ không chứa hài cốt; mà phần hài cốt vẫn được chôn dưới đất như cũ.
Các bia mộ cổ xưa nhất trên Nghĩa trang Do Thái Cổ rất đơn giản, nhưng sau đó, số chi tiết trang trí trên các ngôi mộ bắt đầu tăng. Hầu hết các bia mộ được trang trí đều có từ thế kỷ 17. Trên mỗi bia mộ đều có chữ Do Thái, khắc tên và ngày mất của người đó. Từ thế kỷ 16, các bia mộ sử dụng các biểu tượng khác nhau, gợi lên các chi tiết về cuộc đời, tính cách, nghề nghiệp của người mất.